# Jordi Gené

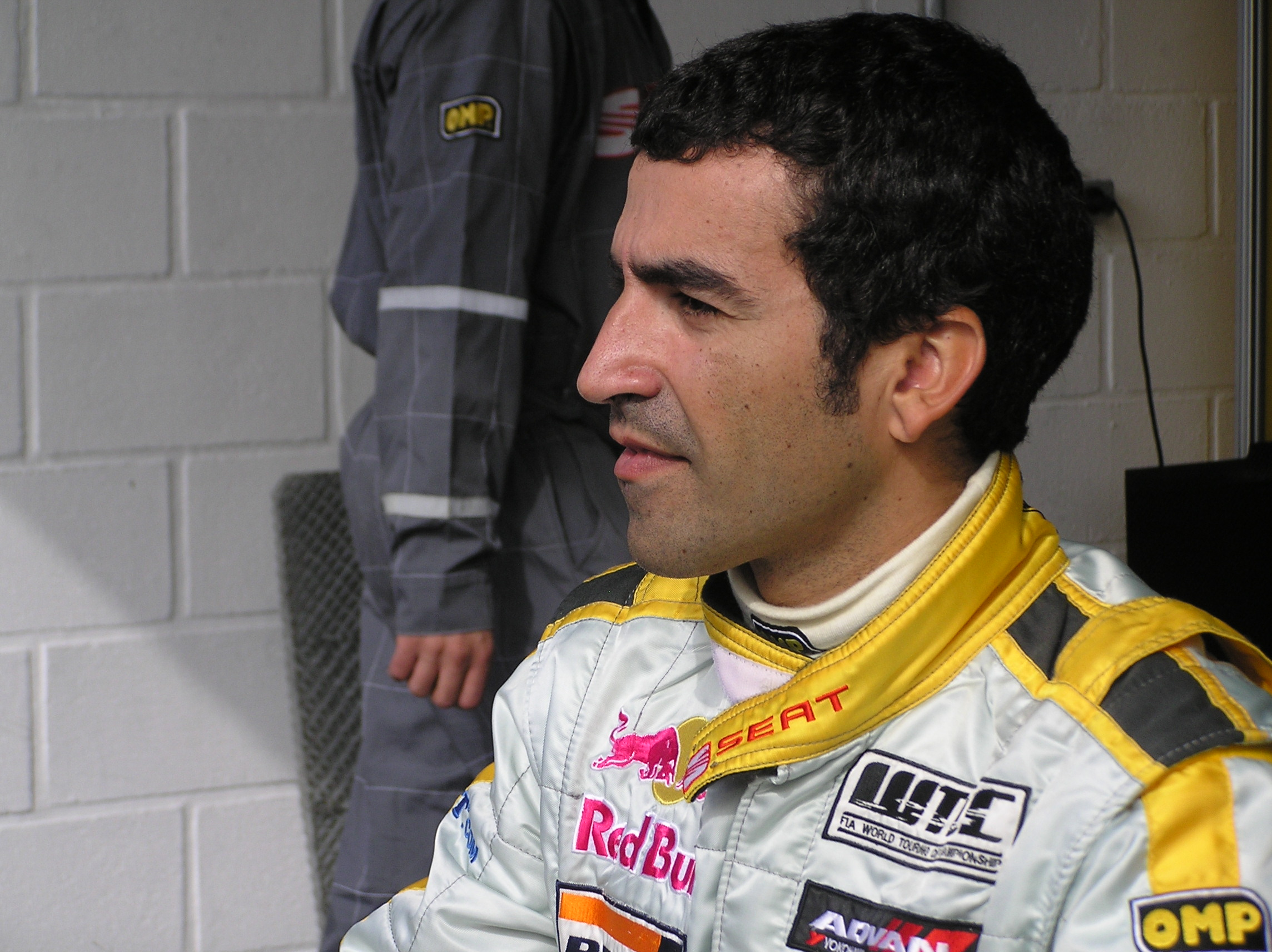
Jordi Gené

Jordi Gené Guerrero est un pilote automobile espagnol né le 5 décembre 1970 à Sabadell (Catalogne, Espagne). Il est actuellement pilote volkswagen en TCR Séries. 

## Biographie

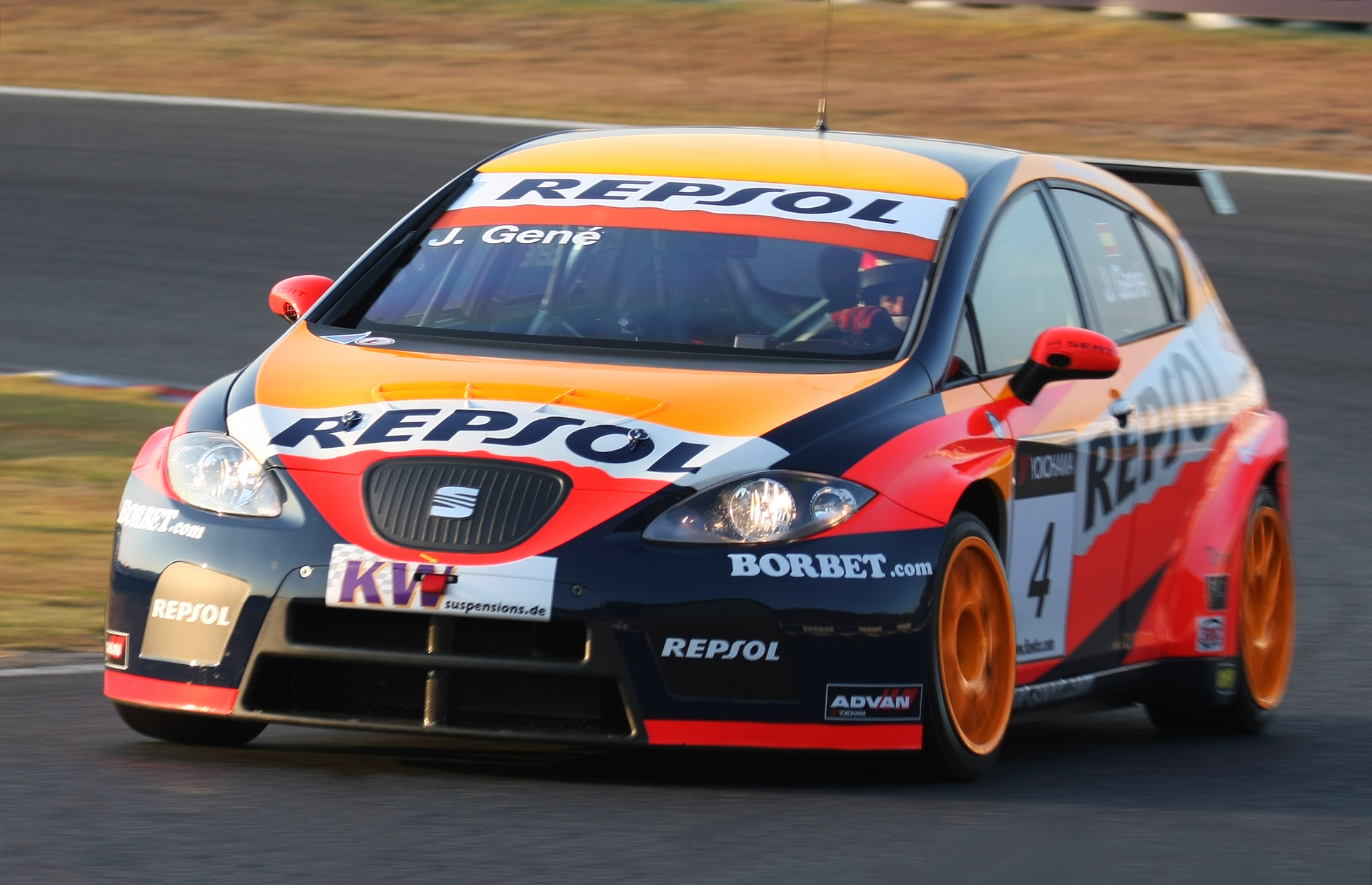
Jordi Gené lors de la Course du Japon des voitures de tourisme en 2009.

## Carrière
- 1988 : Formule Ford Espagnole

- 1989 : Formule Ford Britannique

- 1989 : Championnat Fiat Uno

- 1990 – 1991 : Formule 3 Britannique

- 1992 – 1994 : Formule 3000

- 1995 – 1996 : Championnat Espagnol de Supertourisme

- 1997 : FIA Supertourisme

- 1998 – 1999 : European Truck Racing Cup

- 2000 – 2004 : Championnat Espagnol de GT

- 2001 : Championnat d’Europe Le Mans Series

- 2002 – 2004 : ETCC

- 2005 - 2009 : WTCC

- 2015 - 2016 : TCR Séries

## Titres
- 1988 : Formule Ford Espagnole

- 1989 : Championnat Fiat Uno

- 1996 : Championnat Espagnol de Supertourisme

- 2003 : Championnat Espagnol de GT